# کارلوس ریوه‌را
کارلوس روبن ریورا مالتون (زاده 30 مه 1979 در پاناما، پاناما) مدافع بازنشسته فوتبال پاناما است.

## دوران باشگاهی
ریورا در چندین باشگاه مختلف پانامایی بازی کرد اما خارج از پاناما با بازی در باشگاه کلمبیایی باشگاه فوتبال ایندپندینته مدئین و تیم ایرانی پرسپولیس که در سال ۲۰۰۵ به همراه هموطن خود خوزه آنتونی تورس به آن پیوست، تجربه‌هایی در خارج از کشور نیز داشت.
در ژانویه ۲۰۱۱، ریورا به اسپورتینگ سان میگوئلیتو نقل مکان کرد. در دسامبر ۲۰۱۲، او با قهرمانی در آپرتورا ۲۰۱۲ در لیگ دسته دوم پاناما با Millenium UP به قهرمانی رسید اما او سوپر جام سال ۲۰۱۳ در جام کلاسورا را از دست داد.

## دوران ملی
ریورا در بازی دوستانه مارس ۲۰۰۴ مقابل کوبا اولین بازی خود را برای پاناما انجام داد و در مجموع ۶۳ بازی ملی انجام داده‌است و ۲ گل به ثمر رسانده‌است. وی نماینده کشور خود در ۱۵ مسابقه مقدماتی جام جهانی فیفا و عضو تیم جام طلای CONCACAF در سال ۲۰۰۵ بود که در مسابقات دوم شد و او همچنین در مسابقات طلای CONCACAF ۲۰۰۷ و و ۲۰۰۹ بازی کرد.. در جریان بازی CONCACAF Cup ۲۰۰۷ مقابل هندوراس، ریورا اولین گل بین‌المللی خود را برای پاناما به ثمر رساند.
آخرین بازی بین‌المللی او یک بازی دوستانه نوامبر ۲۰۱۰ مقابل هندوراس بود.

### گلهای بین‌المللی
گلها و نتایج، ابتدا گل پاناما را نشان می‌دهد.
| # | تاریخ         | محل                                               | مخالف        | نمره | نتیجه | رقابت                  |
| - | ------------- | ------------------------------------------------- | ------------ | ---- | ----- | ---------------------- |
| ۱ | ۱۱ فوریه ۲۰۰۷ | استادیو کاسکلان، سن سالوادور، السالوادور          | Null هندوراس | ۱ –۱ | ۱–۱   | ۲۰۰۷ جام ملل UNCAF     |
| ۲ | ۸ ژوئن ۲۰۰۷   | استادیوم غولها، شرق رادرفورد، ایالات متحده آمریکا | Null هندوراس | ۱ –۰ | ۲–۲   | جام طلای CONCACAF 2007 |

## شغل مدیریتی
پس از بازنشستگی، او در سپتامبر ۲۰۱۴ دستیار مربی در Millenium UP شد.